# Bormate
Bormate es una localidad y pedanía española perteneciente al municipio de Fuentealbilla, en la provincia de Albacete, dentro de la comunidad autónoma de Castilla-La Mancha. Se encuentra al nordeste de la provincia y a 41 km de la capital. En 2020 contaba con 163 habitantes, según los datos oficiales del INE.

## Historia
Durante la ocupación musulmana se le dio el nombre de 'Boro-Mate'. 'Bormate', como se le conoce en la actualidad, pertenece a la lengua Ligur (hablada por algunos grupos que poco a poco se fusionarían con los íberos), que significa “fortaleza”.
Hay una leyenda que dice que durante la Guerra Civil, una mujer escondió la imagen de la virgen de la iglesia del pueblo (la Virgen del Rosario que, al parecer, permanece en la actualidad) en su propia casa disfrazándola de muñeca para evitar que la quemaran. 

## Demografía
Bormate contaba con una población de 163 habitantes, según las cifras oficiales de población del INE a 1 de enero de 2020 (69 mujeres y 94 hombres), lo que supone el 8,9 % de la población total del municipio.

### Evolución de la población
| Gráfica de evolución demográfica de Bormate entre 2000 y 2020      |
|                                                                    |
| Población de derecho (2000-2020) según el padrón municipal del INE |

## Entorno natural
Bormate está rodeado de numerosos pinares.

## Fiestas
En agosto, con motivo de la festividad de Nuestra Señora del Rosario, se celebran las fiestas patronales con una "gazpachada". También hay algunos días de festividad, aunque de menor resonancia, en el mes de octubre.
En Jueves Lardero (el jueves anterior al comienzo de la Cuaresma) se lleva a cabo el "entierro de la sardina". En este día existe la tradición de hacer una comida conjunta principalmente con los habitantes del pueblo en un monte de las afueras de la población.

## Usos del suelo y superficie
La zona poblada está rodeada principalmente por cultivos de regadío, salvo por la parte oeste. El cultivo predominante es la vid, dándose sobre todo al norte de la pedanía. En el suroeste predominan los terrenos claros (sobre todo los más próximos al pueblo), existiendo también una notoria concentración de árboles y coníferas en la parte central de esta zona. Las coníferas también son abundantes en el noroeste. En los extremos norte y sur más occidentales de la pedanía, se advierte la presencia de olivares y también matorrales. También se dan olivares en las proximidades de la zona poblada, al norte de ésta. Asimismo, en las zonas próximas al pueblo, tanto al norte como al sur, se pueden encontrar pequeñas zonas de montes bajos o matorrales.
La superficie total de la pedanía de Bormate, dentro del municipio de Fuentealbilla, es de unas 2400 ha (24 km²), mientras que la superficie aproximada de la población (zona poblada) es de tan solo 65 ha (650 000 m²). La superficie de Bormate representa un 22,16% del municipio de Fuentealbilla.

## Economía

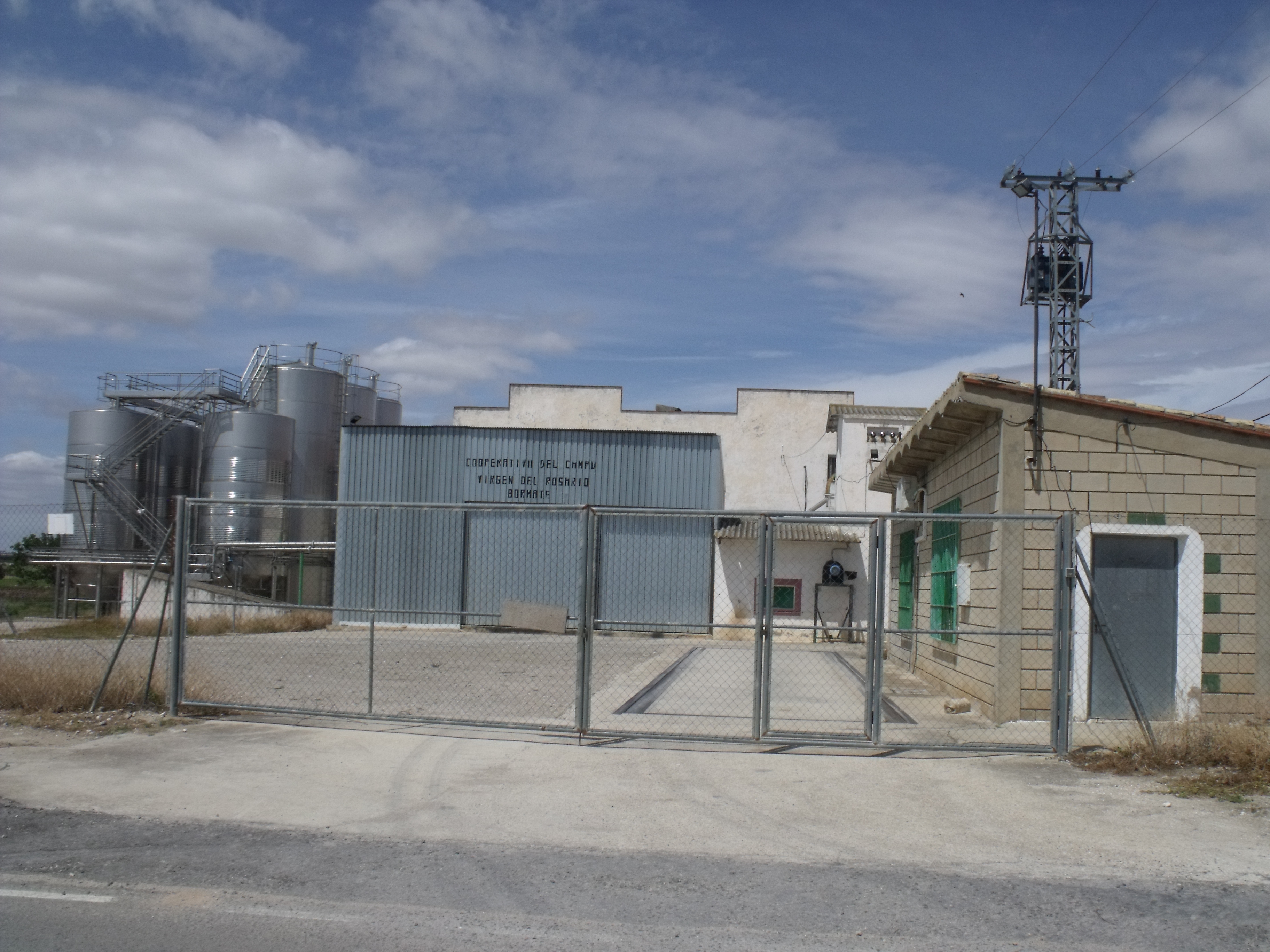
Instalaciones de la cooperativa

La economía de Bormate se basa mayormente en la agricultura. También posee una fábrica de hielo situada en las afueras y cuenta con una cooperativa agrícola llamada "Cooperativa Virgen Del Rosario" encargada de vender y distribuir el vino propio de Bormate. Hay que destacar la actividad agrícola de la población en época de vendimia (septiembre-octubre).

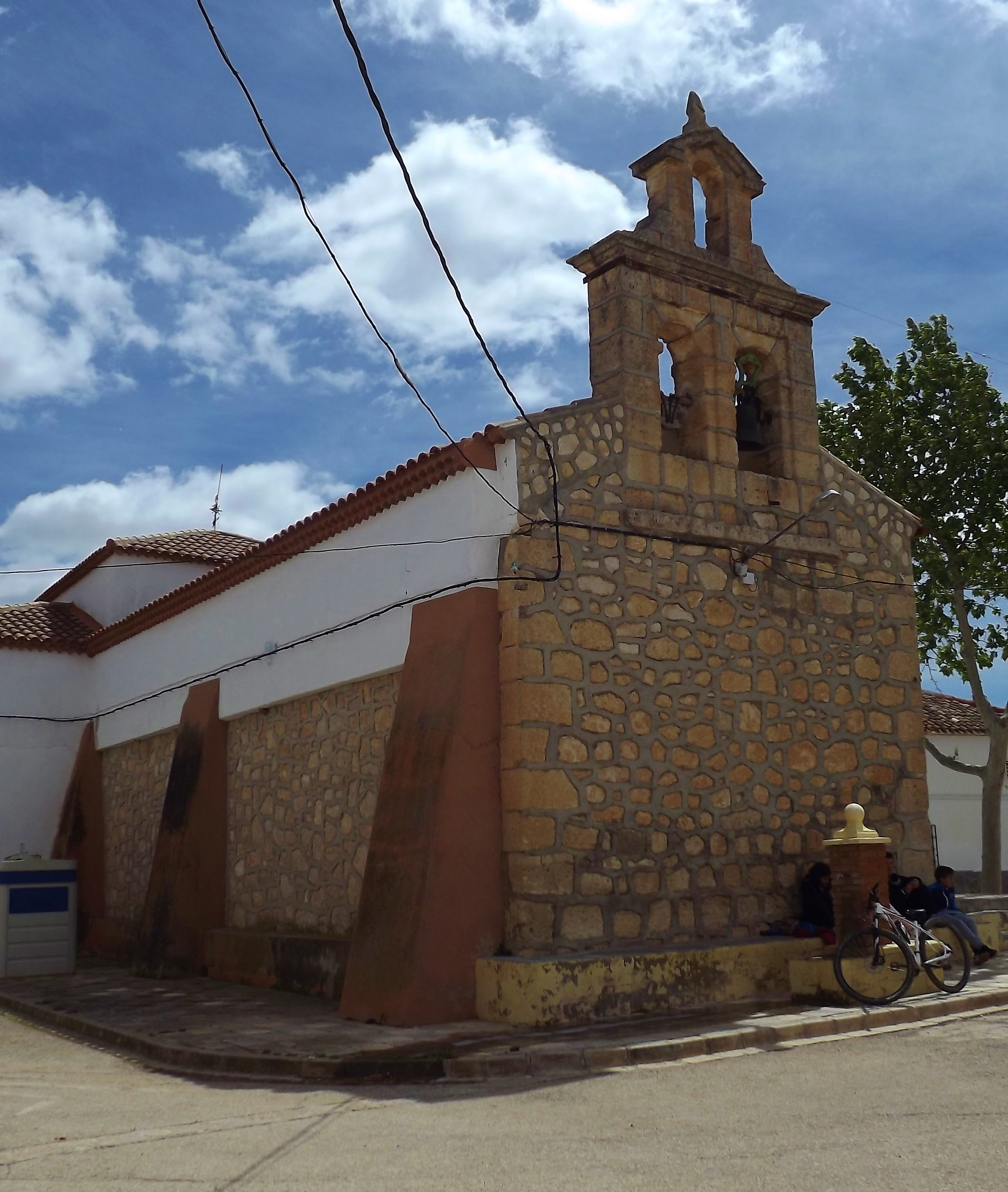
Iglesia con espadaña

## Instalaciones
- Campo de fútbol.
- Piscina ajardinada.
- Frontón.
- Colegio público "Virgen del Rosario".
- Centro médico.
- Pista polideportiva.
- Parque infantil.
- Club de Jubilados y Pensionistas Nuestra Señora del Rosario.
- Cementerio.
- Biblioteca.
- Salón de actos.
- Parroquia de Nuestra Señora del Rosario perteneciente a la Diócesis de Albacete.